# You'll Be in My Heart
Toujours dans mon cœur
You'll Be in My Heart (Toujours dans mon cœur en version francophone) est une chanson de Phil Collins, enregistrée pour le film d'animation Disney Tarzan, en 1999. La chanson apparaît sur l'album « Tarzan: An Original Walt Disney Records Soundtrack » reprenant l'ensemble de la bande originale du film. Une version en duo avec Glenn Close est disponible sur cet album.
Le clip vidéo a été réalisé par Kevin Godley.

## Production et contexte
Phil Collins a été embauché par Disney comme auteur-compositeur. Mais si au départ ils ont pensé à lui c'est pour ses qualités de batteur car Disney voulait  des chansons avec « un rythme de jungle pour accompagner les aventures de Tarzan ». Cette ballade est l'une des cinq chansons originales qu'il a écrites pour le film. Il est finalement devenu l’interprète de cette chanson.
La chanson, appelée à l'origine « Lullaby » (« Berceuse ») que Phil avait écrite pour sa fille Lily est utilisée dans une scène où Kala, la gorille, mère adoptive de Tarzan chante que son bébé devrait cesser de pleurer parce qu'elle le protégera. Elle dit que tout ira bien et elle lui dit « tu seras toujours dans mon cœur ». La chanson parle de « comment l'amour est un lien qui ne peut être brisé ». 
Dans le film, la chanson se termine sur le premier verset, la version complète de la chanson est présente sur l'album. Dans la suite de la chanson il est dit que d'autres ne comprennent pas comment une mère et un enfant qui sont si différents peuvent s'aimer. C'est l'une des seules chansons du film avec Trashin 'the Camp à être interprétée dans le film par un personnage. Le reste des chansons a été interprété par Collins lui-même et superposé au film. La chanson complète sert de générique de fin.

## Autres langues
L'intégralité de la bande-son de Tarzan, dont You'll Be in My Heart , a également été écrite et interprétée par Phil Collins dans plusieurs autres langues que l'anglais, à savoir l'allemand, le français, l'espagnol et l'italien. Les autres versions étrangères ont été enregistrées par d'autres chanteurs. 
Pour la version française, l'adaptation a été co-réalisée par Phil Collins et Éric Serra.
| You'll Be in My Heart dans les autres langues | You'll Be in My Heart dans les autres langues                | You'll Be in My Heart dans les autres langues | You'll Be in My Heart dans les autres langues |
| Langue                                        | Interprète                                                   | Titre                                         | Traduction littérale                          |
| --------------------------------------------- | ------------------------------------------------------------ | --------------------------------------------- | --------------------------------------------- |
| Allemand                                      | Phil Collins                                                 | Dir gehört mein Herz                          | Mon coeur est tien                            |
| Arabe                                         | هشام نور (Hesham Noor)                                       | حتعيش هنا في القلب" (Hat’eesh hina fil alb)   | Tu vis ici dans le cœur                       |
| Bulgare                                       | Стамен Янев (Stamen Yanev)                                   | Във моето сърце (Vav moeto sarce)             | Dans mon coeur                                |
| Cantonais                                     | 周華健 (Emil Chau/Jau Wa Gin)                                | 我深心的愛 (Wǒ shēn xīn de ài)                | Mon amour profond                             |
| Catalan                                       | Miquel Fernández                                             | Dins del meu cor                              | Dans mon coeur                                |
| Croate                                        | Tony Cetinski                                                | inconnu                                       | inconnu                                       |
| Tchèque                                       | Petr Muk                                                     | inconnu                                       | inconnu                                       |
| Danois                                        | Stig Rossen                                                  | Du' mit hjerteslag                            | Tu es mon rythme cardiaque                    |
| Néerlandais                                   | Bert Heerink                                                 | Jij woont in mijn hart                        | Tu vis dans mon cœur                          |
| Finnois                                       | Pekka Kuorikoski                                             | Sä oot sielussain                             | Vous êtes émouvant                            |
| Flamand                                       | Paul Michels                                                 | Jij woont in mijn hart                        | Tu vis dans mon cœur                          |
| Français                                      | Phil Collins                                                 | Toujours dans mon cœur                        | Toujours dans mon cœur                        |
| Grec                                          | Άλεξ Παναγής (Álex Panayís)                                  | Βαθιά στην καρδιά (Vathiá stin karthiá)       | Profondément dans le cœur                     |
| Hébreux                                       | מומי לוי (Momy Levy)                                         | אתה אצלי בלב                                  | Tu es dans mon cœur                           |
| Hongrois                                      | Ákos Kovács                                                  | A szívem vigyáz rád                           | Mon cœur prend soin de toi                    |
| Islandais                                     | Stefán Hilmarsson                                            | Í brjósti mér þú býrð                         | Dans mon cœur tu vis                          |
| Italien                                       | Phil Collins                                                 | Sei dentro me                                 | Tu es en moi                                  |
| Japonais                                      | 坂本昌行 (Sakamoto Masayuki)                                 | いつも心に (Itsumo kokoro ni)                 | Toujours dans mon cœur                        |
| Coréen                                        | 윤도현 (Yoon Do-Hyun)                                        | 함께 사는 세상 (Hamkke sanŭn sesang)          | Le monde que nous vivons ensemble             |
| Malaisien                                     | Zainal Abidin Mohamad                                        | Kau di hatiku                                 | Tu es dans mon cœur                           |
| Mandarin                                      | 周華健 (Emil Chau/Zhōu Huá-Jiàn)                             | 你在我心里面 (Nǐ zài wǒ xīn lǐ miàn)          | Tu es dans mon cœur                           |
| Norvégien                                     | Tor Endresen                                                 | Mitt barn                                     | Mon enfant                                    |
| Polonais                                      | Paweł Hartlieb                                               | W mym sercu jest twój dom                     | Ta maison est dans mon coeur                  |
| Portugais                                     | Luís Represas                                                | Tu vives no meu coração                       | Tu vis dans mon cœur                          |
| Portugais brésilien                           | Ed Motta                                                     | No meu coração                                | Dans mon cœur                                 |
| Roumain                                       | Alin Oprea                                                   | În inima mea                                  | Dans mon cœur                                 |
| Russe                                         | Алекса́ндр Никола́евич Мали́нин (Aleksandr Nikolaevich Malinin) | В сердце у меня (V serdtse u menya)           | Dans mon cœur                                 |
| Slovaque                                      | Vašo Patejdl                                                 | Ja ťa v srdci mám                             | Je t'ai dans mon cœur                         |
| Espagnol                                      | Phil Collins                                                 | En mi corazón vivirás                         | Tu vivras dans mon cœur                       |
| Suédois                                       | Pelle Ankarberg                                              | Du finns inom mig                             | Tu es en moi                                  |
| Thaï                                          | สุทธานิน มาลัยพงษ์ (Suthanin Malaiphong)                         | เธอแนบข้างใจ (Ṭhex næb k̄ĥāng cı)               | Vous fermez votre cœur                        |
| Turc                                          | Fatih Erkoç                                                  | inconnu                                       | inconnu                                       |
| Ukrainien                                     | Володимир Трач (Volodymyr Trach)                             | inconnu                                       | inconnu                                       |

## Nominations et récompenses
Peu de temps après la sortie de la chanson, le titre fut nommé comme un candidat aux Oscars. La chanson a remporté le Golden Globe de la meilleure chanson originale et l'Oscar de la meilleure chanson originale,. La chanson a également reçu une nomination aux Grammy Awards pour la meilleure chanson écrite pour un film, mais elle a perdu face à Beautiful Stranger de Madonna pour Austin Powers 2 : L'Espion qui m'a tirée.

## Musiciens
- Phil Collins - chant, batterie
- Rob Cavallo - guitare acoustique
- Mark Goldenberg, Tim Pierce , Michael Thompson - guitare électrique
- Larry Muhoberac - piano, claviers
- John Pierce - basse
- Luis Conte , Will Donovan - percussions

## Classement du titre
| Chart (1999)                               | Meilleure position |
| ------------------------------------------ | ------------------ |
| Brazilian Singles Chart (ABPD)             | 9                  |
| Canadian Singles Chart                     | 16                 |
| Dutch Singles Chart                        | 35                 |
| German Singles Chart                       | 20                 |
| Polish Singles Chart                       | 21                 |
| UK Singles Chart (Official Charts Company) | 17                 |
| US Billboard Hot 100                       | 21                 |
| Hot Adult Contemporary Tracks (Billboard)  | 1                  |
| US Adult Top 40 (Billboard)                | 21                 |

## Dans d'autres médias
- La chanson a été parodiée dans un épisode de South Park en  You'll Be in Me (Tu seras en moi). L'épisode se moque ouvertement de Phil Collins, présenté en permanence avec un Oscar, car il avait gagné l’Oscar de la meilleure chanson originale en 2000 avec You'll Be In My Heart face à Blame Canada de South Park, le film.
- La chanson a été utilisée dans l'épisode 5 du drame coréen Secret Garden.

## Reprises
Le tribute band allemand Still Collins, formé en 1995, incorpore régulièrement la chanson dans son répertoire de concert,,,,.